# EtherChannel
EtherChannel – funkcja dostępna na większości przełączników firmy Cisco. Pozwala na połączenie kilku ethernetowych łączy fizycznych w jedno logiczne. Przełączniki mogą wówczas równomiernie rozkładać obciążenie na łączu. Dzięki temu jest możliwe utworzenie wysokowydajnych połączeń pomiędzy urządzeniami sieciowymi np. przełącznikami, routerami lub serwerami. Łącze EtherChannel może być stworzone z maksymalnie 16 portami Ethernet tego samego typu. Do ośmiu portów może być aktywnych, a do ośmiu portów może być w trybie standby. W zależności od szybkości portu, używając 8 portów można stworzyć łącze 800 Mbit/s, 8 Gb/s albo 80 Gb/s. 
Funkcja może być uaktywniona na portach ethernetowych korzystających ze skrętki lub światłowodu. Gdy EtherChannel jest uaktywniony, wszystkie porty biorące udział w procesie mają ten sam adres MAC i adres IP. 